# Градела (Кремона)
Градела је насеље у Италији у округу Кремона, региону Ломбардија.
Према процени из 2011. у насељу је живело 251 становника. Насеље се налази на надморској висини од 92 м.